# آلمیر تولیا

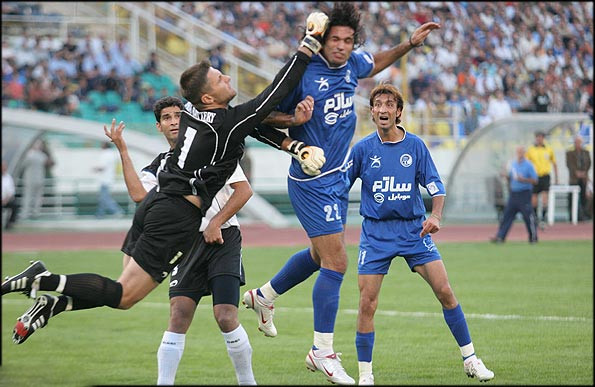
تولیا درحال بازی برای صباباتری مقابل استقلال در شهریور ۱۳۸۴

آلمیر تولیا (انگلیسی: Almir Tolja؛ زادهٔ ۲۵ اکتبر ۱۹۷۴) بازیکن فوتبال اهل بوسنی و هرزگوین است.
از باشگاه‌هایی که در آن بازی کرده‌است می‌توان به باشگاه فوتبال نساجی مازندران، باشگاه فوتبال سارایوو و باشگاه فوتبال صبای قم اشاره کرد.
وی همچنین درتیم ملی فوتبال بوسنی و هرزگوین بازی کرده‌است.